# フロム・ミー・フローズ・ホワット・ユー・コール・タイム
『フロム・ミー・フローズ・ホワット・ユー・コール・タイム』（From me flows what you call Time）は、武満徹が作曲した5人の打楽器奏者と管弦楽のための作品である。カーネギー・ホール創立100周年記念による委嘱作品。

## 作曲・初演
1990年作曲。初演は1990年10月19日ニューヨークのカーネギーホールで、ネクサスとボストン交響楽団、指揮小澤征爾の演奏で行われた。

## 概要
カーネギー・ホールからの委嘱の条件は、カナダの打楽器グループ・ネクサスとボストン交響楽団のために作曲することだった。タイトルは大岡信の詩「澄んだ蒼い水」の一節からとられた。作曲者によれば「ミー」とはカーネギーホールのことで、つまり「百年にわたってカーネギーホールから流れ続けた音楽」というイメージを喚起することを狙いとしている。音楽そのものは5音からなる主題を中心に組み立てられている。5という数は他にも意味がこの曲のキーになっている。ネクサスのメンバーは5人であり、またチベット仏教で5が象徴するものも影響を与えている。この曲を書いたとき、武満の頭の中にはチベットの「タルチョ」または「風の馬」と呼ばれる5色の旗のイメージがあったという。「風の馬」の5色とは青は水、赤は火、黄は地、緑は風、白は空を表す。1990年に10月19日に行われた初演で、武満は「風の馬」の5色のリボンにさらに重要な役割を与えた。ステージ上のネクサスの5人のメンバーとバルコニーに置かれたウィンドウ・チャイムを5色5本のテープでつなぎ、曲の終わりにネクサスのメンバーはテープを引っ張ってチャイムを静かに鳴らした。

## 曲の構成
全曲を通して演奏されるが、構成の上ではいくつかの区分がある。楽譜の随所に表情記号のように記された区分けを示す言葉を、参考までに列挙してみる。
- Intoroduction（序）
- Entrance of the Soloists（独奏者たちの登場）
- A Breath of Air（微風）
- Premonition（予感）
- Plateau（高原）
- Curved Horizon（環状の地平線）
- The Wind Blows（風が吹く）
- Premonition（予感）
- Mirage（蜃気楼）
- Waving Wind Horse（ひるがえる風の馬）
- The Promised Land（約束の土地）
- Life's Joys and Sorrows（生の歓びと悲しみ）
- A Prayer（祈り）